# Макналли, Бернард
Бернард Макнолли (англ. Bernard McNally; род. 17 февраля 1963 года, Шрусбери, Англия) — футбольный тренер и бывший игрок сборной Северной Ирландии, который играл в полузащите. В данный момент возглавляет в качестве тренера клуб «Ньютаун».
Макнолли вырос в Шрусбери, где учился в The Grange School. В качестве профессионального футболиста впервые выступил в сезоне 1981/82 в команде родного города «Шрусбери Таун». Сразу же показал себя одним из ключевых игроков, сыграв в общей сложности 284 матча. В июле 1989 года Макнолли был продан за 385 тыс. фунтов стерлингов в «Вест Бромвич Альбион». Переговоры также велись со «Сток Сити» и «Сандерлендом». В 1993 году он с командой прошел во второй раунд Кубка страны. Однако позже он не смог удержать за собой перовое место в команде, в связи с чем был куплен клубом «Хенсфорд Таун» в 1996 году. Там он провел два года, а затем завершил свою карьеру, после нескольких месяцев игры за «Телфорд Юнайтед».
В 2004 году Макнолли возглавил свой бывший клуб «Телфорд Юнайтед». Но скоро команда обанкротилась, в связи с чем тренер стал менеджером индийского клуба «Пуна» в феврале 2008 года. В индийской команде он пробыл три месяца, так как был недоволен условиями работы. В сентябре 2009 года Макнолли подписал контракт с «Хенсфорд Таун». После первой половины сезона команда находилась на грани вылета, но благодаря новому тренеру быстро наладила игру. В клубе он пробыл до сентября 2010 года.
В июне 2011 он был назначен менеджером клуба валлийской Премьер-лиги «Ньютаун»]. В сезоне 2011/12 «Ньютаун» прошел в финал кубка Уэльса, но проиграл по пенальти, и в следующем сезоне смог сохранить свое место в лиге. Но несмотря на хорошую игру своих подопечных, в 2013/14 сезоне было объявлено, что Макнолли вернётся в свой первый клуб «Шрусбери Таун».
В 2015 году он занял место менеджера клуба «Хенсфорд Таун».